# Gobiosoma yucatanum
Gobiosoma yucatanum är en fiskart som beskrevs av Dawson, 1971. Gobiosoma yucatanum ingår i släktet Gobiosoma och familjen smörbultsfiskar. IUCN kategoriserar arten globalt som livskraftig. Inga underarter finns listade i Catalogue of Life.